# NK Plama Podgrad
Nogometni klub Plama Podgrad (tiếng Việt: Câu lạc bộ bóng đá Plama Podgrad), thường hay gọi NK Plama Podgrad hoặc đơn giản Plama, là một câu lạc bộ bóng đá Slovenia đến từ Podgrad. Hiện tại đội bóng đang thi đấu ở Littoral League, giải bóng đá cao thứ tư ở Slovenia. Câu lạc bộ được thành lập năm 1982.